# 션 필딩
션 필딩(Shawne Fielding, 1969년 6월 27일~)은 미국, 독일, 스위스 텔레비전 시리즈 및 영화에 출연 한 미국계-스위스 여배우이다. 특히, 필딩은 Sammons Enterprises의 미국 억만 장자인 찰스 에디슨 윌리엄스 (Charles Addison Williams)뿐만 아니라 독일의 전 스위스 대사였던 토마스 보러(Thomas Borer)와도 결혼한 바 있다.

## 초기
필딩은 댈러스의 서던 메소디스트 대학(Southern Methodist University)에서 심리학 부전공과 더불어 광고 학사 학위를 받았다. 그녀는 또한 미스 댈러스 USA (Miss Dallas USA)이자 미스 텍사스 USA (Miss Texas USA) 6 위에 오른 바 있고, 미세스 댈러스 아메리카(Mrs. Dallas America)이기도 하다. 필딩은 미세스 텍사스 아메리카(Mrs. Texas America)의 영예를 안았으며, Mrs. America.에는 3위로 선정되었다.

## 삶과 커리어
션 필딩은 미국 텍사스에서 태어났지만 스위스 사회에 강력하게 통합되어, 바젤의 카니발(Carnival of Basel)에 등장하기도 했다.
2001년 8월 12일, Saignelegier의 Marche-Concours에서 스위스 국립 전시회(Swiss National Exhibition)의 공식 대사로 참석한 그녀는 1984년 인터라켄의 융프라우 지역 박물관에서 Beliers에 의해 도난당했던 Unspunnenstein과 함께 Jurassic Béliers에 의해 소개 되었다.
필딩은 Unspunnenfest에서 사용된 스위스의 역사적 의미가 담긴 거대한 돌인 Unspunnenstein을 받게 되었는데, 이 돌은 스위스의 26개의 지역(cantons)을 최종적으로 형성한 돌로 알려져있다.
또한 션 필딩의 초상화와 의상은 베를린(Berlin) 국립 역사 박물관, 스위스 국립 박물관(Swiss National Museum) 및 오드리 헵번(Audrey Hepburn) 박물관에 전시되었다.

## 보러와의 결혼
1999년부터 2014년까지 필딩은 토마스 보러와 두 번 결혼했다. 이 부부는 독일과 스위스에서 많은 언론의 주목을 받았다.[25][26] 필딩은 "보러 추문(Borer Affair)" 이후 오랫동안 언론의 입에 오르내렸다. 예컨데, 그녀의 화보집 "알프스에서 온 카우걸", "신데렐라", 그리고 맥스 저널의 "건슬링어"는 2001년 토마스 보어가 대사직에서 해고되는 과정 중에 외교적 문제를 일으키기도 했다. 그러나 필딩의 사과 이후에 그 사건은 중단되었다. 필딩은 또한 그녀가 거의 옷을 걸치지 않은 "토플리스" 차림의 포토 몽타주에 대해 법적 조치를 취하면서 또 한 번 화제를 일으켰는데, 백악관 언론 브리핑에서도 더 큰 주목을 받기도 했다. 그녀는 베를린 지방 법원 판결에서 승소했고, 법원은 2001년 논란의 여지가 있는 사진의 재 인쇄를 금지했다.
보러 추문 당시, Sonntagsblick 신문은 베를린에 거주하고 있는 Djamila Rowe와 그녀의 남편의 불법 성행위의 잘못을 그녀에게 전가했는데, 그 사진에서 그녀가 남편의 옆에 서 있었기 때문이었다. 그 후, 그녀는 2002년에 유산을 겪고 아이를 잃었다. 스위스 정부는 그가 미디어에 제공한 화끈한 광경 때문에 더 이상 대사직으로서의 의무를 수행할 수 없다는 판단 하에 독일의 베른 대사를 소환하기도 했다. 그는 이후 베른의 난민 수용소의 대사직 자리에 불려갔으나 스스로 사임함으로써 대사직 자리를 피했다.
보어와 필딩은 링거 출판사에 대한 미국 법원 시스템에 손해 배상 청구를 제기했다. 링거 출판사에서는 공개적으로 사과하고 수백만 스위스 프랑에서 해당 청구에 대한 보상을 지불해야 했다.
션 필딩은 2010년에 토마스 보러와의 이혼 소송을 제기하며, 문제가 있던 결혼에 종지부를 찍었다. 이 부부에게는 두 명의 자녀가 있다.
쇠프(Schöpf)와의 결혼
필딩은 2014년부터 전 프로 아이스 하키 골키퍼 Patrick Schöpf와 함께 살고 있다. 두 사람은 슈비츠 (Schwyz) 주의 멘제 (Immensee)에 함께 거주하고 있다. 2018년에 그녀와 그녀의 동반자는 RTL의 쇼인 The Summerhouse of the Stars – Battle of the Celebrity Couples (독일어: Das Sommerhaus der Stars - Kampf der Promipaare)에 참가하여 2 위를 차지하기도 했다. 두 사람은 종종 독일과 스위스 미디어에서 모습을 비춘다.

## 거주
션 필딩은 다음과 같은 역사적인 장소에서 거주를 했고, 설계, 복원 및 / 또는 인테리어를 장식한 바 있다:
- 베를린의 스위스 대사관 (그리스 복원)[56][57][58]
- UNESCO 세계 문화 유산인 독일의Kampffmeyer Potsdam (바로크 및로코코)[59][60][61]
- 텍사스의 거주지 (Mission Revival)[62][63][64]
- 스위스의, Thalwil, 숀 빌라 (아르 누보)[65][66][67]

## 자선 활동
션 필딩은 또한 자선 활동과 봉사 활동에도 참여하고 있다. 그녀는 현재 Swiss Foundation Kids with a Cause Europe의 회장이다. 또한 그녀는 SOS 어린이 마을 대사(SOS Children's Villages) 스위스 엑스포 대사, 특별 프로젝트를 위한 UNICEF의 독일 명예 이사이기도 하다. 그녀는 1990년대 초부터 미국 텍사스 달라스(Dallas)에 있는 에이즈 암즈 (Aids Arms) 이사회 멤버, DIFFA 명예 회장, 그리고 에이즈 힐페 슈바 이츠 (Ails Hilfe Schweiz) 대사로 LGBT 커뮤니티를 지원해 오기도 했다.

## 선별된 필모그래피
필딩이 출연한 TV 시리즈와 영화 중 일부는 다음과 같다:
- Dr. T & the Women
- It's in the Water
- American Ninja Warrior
- Nachtcafé
- Taff
- Wetten, dass...?